# Dryophytes walkeri
Espèce
Statut de conservation UICN

 VU B1ab(iii) : Vulnérable
Synonymes
- Hyla walkeri Stuart, 1954
- Hyla euphorbiacea biseriata Lynch in Smith, Langebartel & Williams, 1964

Dryophytes walkeri est une espèce d'amphibiens de la famille des Hylidae.

## Répartition
Cette espèce se rencontre entre 1 450 et 2 340 m d'altitude, :
- au Mexique dans les montagnes du centre du Chiapas ;
- dans le sud-est du Guatemala, dans l'Ouest dans la Sierra de Cuchumatanes dans les départements du Quiché et de Huehuetenango, dans le plateau central dans le département d'Alta Verapaz et dans l'Est dans le département de Jalapa.

## Étymologie
Cette espèce est nommée en l'honneur de Charles Frederic Walker.

## Publication originale
- Stuart, 1954 : Descriptions of some new amphibians and reptiles from Guatemala. Proceedings of the Biological Society of Washington, vol. 67, p. 159-178 (texte intégral).